# Règlement Dublin III

États appliquant le règlement
États membres de l'Union européenne qui appliquent le règlement Dublin III.
États non-membres de l'Union européenne qui appliquent le règlement Dublin III.
Accord particulier entre l'Union européenne et le Danemark.

Le règlement du Parlement européen et du Conseil européen no 604-2013 du 26 juin 2013 dit « Règlement Dublin III » est un texte normatif de 49 articles de l'Union européenne qui s'applique également au Liechtenstein, à l'Islande, à la Norvège et à la Suisse.  
Sa dénomination officielle complète est "règlement n ° 604/2013 du Parlement européen et du Conseil du 26 juin 2013 établissant les critères et mécanismes de détermination de l’État membre responsable de l’examen d’une demande de protection internationale introduite dans l’un des États membres par un ressortissant de pays tiers ou un apatride (refonte)".
Il est consacré au règlement juridique du droit d'asile en vertu de la Convention de Genève (art. 51) dans l'Union européenne pour des étrangers qui formulent une demande d'asile dans un ou plusieurs pays de l'Union européenne et y sont interpellés.  
Il établit les critères et mécanismes qui déterminent quel État membre est responsable de l’examen d’une demande de protection internationale introduite par un ressortissant de pays tiers ou un apatride. 
Entré en vigueur le 19 juillet 2013 et appliqué à partir du 1er janvier 2014, et succédant au règlement Dublin II, ce texte institue un principe simple en théorie, mais qui pose de nombreux problèmes en pratique : le critère le plus utilisé est que le pays de l'UE dans lequel a été formulée la demande d'asile est celui qui est chargé de son instruction et de la décision finale.

## Évolutions par rapport au règlementDublinII
Le 3 décembre 2008, la Commission européenne propose des amendements au règlement de Dublin, créant une occasion de réforme du système de Dublin. La Suisse applique l'accord d'association à Dublin depuis le 12 décembre 2008. Le règlement Dublin III (no 604/2013) est approuvé en juin 2013, remplaçant le règlement Dublin II, et s'applique à tous les États membres.  Il entre en vigueur le 19 juillet 2013 et repose sur le même principe que les deux précédents, à savoir que, sauf critères familiaux, de séjour ou de visa, le pays responsable de la demande d’asile d’un étranger est le premier État membre où sont conservées les empreintes digitales prises lors de l'enregistrement de la demande d'asile.
Par rapport au règlement Dublin II, le règlement Dublin III prend en compte les arrêts fondamentaux de la Cour européenne des droits de l'homme à Strasbourg et de la Cour de justice de l'Union européenne (CJUE) à Luxembourg.
À l'instar du règlement Dublin II, Dublin III prévoit la possibilité de rétention administrative avant le transfert vers l'État compétent. En ce qui concerne les conditions de rétention et les garanties pour les personnes détenues, les articles 9, 10 et 11 de la directive « accueil » (article 28, paragraphe 4, du règlement Dublin III) sont utilisés pour assurer les procédures de transfert vers l'État membre responsable. Le transfert peut être décidé si l’État responsable donne son accord. Si ce transfert n’est pas réalisé dans les six mois après la réponse (délai pouvant être étendu à douze voire dix-huit mois en cas de fuite), le migrant peut formuler une demande d’asile dans un autre pays que l’État initialement responsable de sa demande,,.
Parmi les différences avec le règlement Dublin II, il y a aussi le fait que le système Eurodac, qui stocke les empreintes digitales des demandeurs d'asile, rassemble des données supplémentaires. En outre, la police et les autres autorités de sécurité ont maintenant accès à ces données.

## Exemple
Un citoyen du Kosovo quitte son pays et entre en Italie. À l'occasion de son interpellation par les forces de l'ordre ou de sa demande d'asile, ses empreintes sont enregistrées dans le fichier Eurodac. Le citoyen kosovar est relâché et informé que sa demande d'asile sera traitée. Il poursuit son trajet vers la France où il demande l'asile ou bien il est interpellé. Il présente ses documents administratifs et notamment la demande d'asile italienne, ou bien ses empreintes permettent de faire le lien avec son passage par l'Italie. La préfecture de police contacte alors les autorités italiennes pour envisager le retour en Italie, dans la mesure où c'est dans ce pays qu'a été enregistrée la demande initiale d'asile. Le citoyen kosovar est assigné à résidence le temps de l'instruction de la procédure. Si l'Italie ne donne pas de réponse ou accepte le retour du citoyen kosovar, celui-ci est expulsé vers l'Italie, éventuellement après une période d'enfermement en centre de rétention administrative. Si l'Italie refuse le retour, ou si la France n'organise pas le retour vers l'Italie dans les six mois qui suivent l'acceptation de ce retour par l'Italie, la demande d'asile est traitée en France selon une « procédure normale ». 

## Critiques
Dans le cadre de l'épisode migratoire des années 2010, la politique d'asile définie par les accords de Dublin III, fait l'objet de nombreux débats au sein de l'Union européenne. Ces accords font généralement reposer la prise en charge des demandeurs d'asile et réfugiés sur les pays par lesquels ils sont entrés dans l'Union européenne, s'ils y ont été détectés. 
Ce règlement est critiqué car de fait, les réfugiés qui atteignent l'Europe ne souhaitent généralement pas rester dans les pays d'arrivée comme l'Italie ou la Grèce mais visent plutôt l'Allemagne, la Suède ou le Royaume-Uni où les perspectives économiques sont plus favorables. Surtout, il fait peser sur les pays d'entrée toute la charge de l'accueil et de la prise en charge des réfugiés.
Face à ces critiques et au constat des dysfonctionnements du règlement, par ailleurs très complexe à mettre en œuvre, la Commission européenne avait proposé en 2016 de le réformer, initiant alors un processus de négociation qui n'a pas abouti. Le 23 septembre 2020, la Commission d'Ursula von der Leyen a proposé un « nouveau pacte sur la migration et l'asile » qui devrait conduire à remplacer Dublin III.

## Réforme
En 2023, les 27 ministres de l’intérieur de l’Union européenne s'accordent sur certaines réformes de la politique migratoire, notamment la réforme du règlement de Dublin : le retour des personnes vers le pays par lesquels ils sont entrés en premier sur le territoire de l’Union doit devenir « automatique ». La responsabilité d'examiner cette demande d'asile incombera à l'État pendant deux ans, ou un an seulement dans le cas des personnes secourues en mer,.

## Compléments